# Xylia mendoncae
Xylia mendoncae là một loài rau đậu thuộc họ Fabaceae.
Loài này chỉ có ở Mozambique.